# شبگرد ماداگاسکاری
شبگرد ماداگاسکاری (نام علمی: Caprimulgus madagascariensis) نام یک گونه از تیره شبگردان است.